# Bob agli XI Giochi olimpici invernali
Agli XI Giochi olimpici invernali, disputati nel 1972 a Sapporo (Giappone), vennero assegnate due medaglie, bob a 2 e bob a 4 maschili.

## Calendario
| Uomini | Bob a due | Bob a due |  |  |  |  |  | Bob a quattro | Bob a quattro |   |
| Finali |           | 1         |  |  |  |  |  |               | 1             | 2 |

## Atleti iscritti
| America (15)                                     | America (15)                                 | America (15)                |
| ------------------------------------------------ | -------------------------------------------- | --------------------------- |
| - Canada (6)                                     | - Stati Uniti (9)                            |                             |
| Asia (8)                                         |                                              |                             |
| - Giappone (8)                                   |                                              |                             |
| Europa (56)                                      |                                              |                             |
| - Austria (8) - Francia (6) - Germania Ovest (8) | - Italia (9) - Regno Unito (8) - Romania (5) | - Svezia (4) - Svizzera (8) |

## Podi

### Uomini
| Evento                   | Oro                                                                 | Tempo   | Argento                                                                        | Tempo   | Bronzo                                                                                    | Tempo   |
| Bob a due (dettagli)     | Germania Ovest II Wolfgang Zimmerer Peter Utzschneider              | 4:57.07 | Germania Ovest I Horst Floth Pepi Bader                                        | 4:58.84 | Svizzera I Jean Wicki Edy Hubacher                                                        | 4:59.33 |
| Bob a quattro (dettagli) | Svizzera I Jean Wicki Edy Hubacher Hans Leutenegger Werner Camichel | 4:43.07 | Italia I Nevio De Zordo Gianni Bonichon Adriano Frassinelli Corrado Dal Fabbro | 4:43.83 | Germania Ovest I Wolfgang Zimmerer Peter Utzschneider Stefan Gaisreiter Walter Steinbauer | 4:43.92 |

## Medagliere
| Posizione | Paese          |   |   |   | Totale |
| --------- | -------------- | - | - | - | ------ |
| 1         | Germania Ovest | 1 | 1 | 1 | 3      |
| 2         | Svizzera       | 1 | 0 | 1 | 2      |
| 3         | Italia         | 0 | 1 | 0 | 1      |
| Totale    | Totale         | 2 | 2 | 2 | 6      |